# Fulcran Antonin Edouard Aubouy
Fulcran Antonin Edouard Aubouy (o Edouard Antonin Fulcran Aubouy) ( 1830-1921 ) fue un profesor, botánico, y agrónomo francés.

## Algunas publicaciones
- Aubouy, f.a.e.; l. Mandon. 1893. Rapports sur les excursions de la Société d'horticulture et d'histoire naturelle de l'Hérault, pendant l'année 1893. Ed. Impr. de Hamelin frères
- 1897. Isoétées de la mare de Oratnmonl. Annales de la Société botanique de Lyon. Tom. XXII, por F. Aubouy, miembro de la Sociedad.
- 1903. La Végétation spontanée de la région de Cabrières Hérault

### Libros
- 1871. Nouvelles Notes Sur La Flore de Lodeve. 20 pp. ISBN 1-160-21518-9
- 1878. Note Sur Quelques Plantes Etrangeres. 12 pp. ISBN 1-160-20608-2
- 1885. Herborisations a Murviel- Lez- Montpellier, Herault. 28 pp. ISBN 1-160-10335-6
- 1890. Contribution a la Flore de Montpellier: Plantes Interessantes Observees Aux Environs D'Aniane. 20 pp. Ed. de 2009 por Kessinger Publishing, ISBN 1-120-39457-0
- 1897. Auguste Broussonnet et la flore de Montpellier. Ed. Impr. de Hamelin frères

- La abreviatura «Aubouy» se emplea para indicar a Fulcran Antonin Edouard Aubouy como autoridad en la descripción y clasificación científica de los vegetales.[1]